# Dianella monophylla
Dianella monophylla är en grästrädsväxtart som beskrevs av Hallier f. Dianella monophylla ingår i släktet Dianella och familjen grästrädsväxter. Inga underarter finns listade i Catalogue of Life.